# Смыков, Михаил Фадеевич
Михаи́л Фаде́евич Смы́ков (1918—1982) — советский военнослужащий. В Рабоче-крестьянской Красной Армии служил с 1939 по 1945 год. Участник польского похода (1939), Бессарабской операции (1940) и Великой Отечественной войны (1941—1945). Полный кавалер ордена Славы. Воинское звание — гвардии старший сержант.

## Биография

### До Великой Отечественной войны
Михаил Фадеевич Смыков родился 4 октября 1918 года в селе Поливянка Медвеженского уезда Ставропольской губернии РСФСР (ныне село Песчанокопского района Ростовской области Российской Федерации) в крестьянской семье. Русский. Окончил 7 классов школы. До призыва на военную службу работал в колхозе трактористом и бригадиром комсомольской тракторной бригады.
В ряды Рабоче-крестьянской Красной Армии М. Ф. Смыков был призван в мае 1939 года Развиленским районным военкоматом Ростовской области. После прохождения курса молодого бойца продолжил службу в составе артиллерийского расчёта 60-го кавалерийского полка 3-й кавалерийской дивизии имени Г. И. Котовского в Киевском особом военном округе. В период с 17 по 24 сентября 1939 года участвовал в военном походе в Западную Украину, в том числе во взятии города Львова, в июне-июле 1940 года — в операции по присоединению к СССР Бессарабии и Северной Буковины. После завершения Бессарабского похода 3-я кавалерийская дивизия была дислоцирована в районе города Львова. На начало Великой Отечественной войны она входила в состав 5-го кавалерийского корпуса 6-й армии Юго-Западного фронта.

### На фронтах Великой Отечественной войны
В боях с немецко-фашистскими захватчиками младший командир М. Ф. Смыков с 22 июня 1941 года. Первый бой против частей 44-го армейского корпуса вермахта, пытавшихся выйти в тыл рава-русского укрепрайона, принял у села Пархач. Затем участвовал в обороне Львова, прорывался из окружения под Тарнополем, отступал с боями к Днепру. В декабре 1941 года Михаил Фадеевич в составе своего подразделения участвовал в разгроме елецкой группировки противника. За отличие в боях 25 декабря 1941 года 3-я кавалерийская дивизия была преобразована в 5-ю гвардейскую, а её 60-й кавалерийский полк стал 20-м гвардейским. Высокое звание гвардейской дивизия полковника Н. С. Чепуркина подтвердила в Сталинградской битве, в ходе которой она сражалась на Сталинградском и Донском фронтах. Всего к январю 1943 года командир орудия полковой батареи гвардии старший сержант М. Ф. Смыков подбил 2 вражеских танка и 28 автомашин с военным имуществом, уничтожил 10 огневых точек и истребил 150 солдат и офицеров вермахта.
В начале января 1943 года, после окружения 6-й армии вермахта в Сталинграде, 3-й гвардейский кавалерийский корпус, в состав которого входила дивизия, был подчинён Южному фронту и перешёл в наступление в рамках Ростовской операции, имея задачу перерезать пути отступления немецким войскам с Северного Кавказа. 7 января в районе хутора Демков противник превосходящими силами неожиданно атаковал во фланг наступающие эскадроны 20-го гвардейского кавалерийского полка. В сложной боевой обстановке расчёт гвардии старшего сержанта Смыкова действовал слаженно и хладнокровно. Быстро развернув свою 76-миллиметровую пушку, артиллеристы огнём с открытой позиции в упор стали расстреливать боевые порядки наседающего врага. В этом бою гвардейский расчёт Михаила Фадеевича уничтожил 2 станковых пулемёта и до 25 солдат неприятеля, чем способствовал отражению контратаки.
В ходе дальнейшего наступления гвардии старший сержант М. Ф. Смыков в составе своего полка форсировал Северский Донец в районе хутора Нижнекалинов и участвовал в отражении многочисленных контратак противника на западном берегу реки. 9 февраля 1943 года с удержанного кавалеристами гвардии полковника В. Д. Кутьева плацдарма части дивизии мощным ударом прорвали оборонительные порядки немцев и, стремительно продвинувшись вперёд, вышли к их укреплениям на реке Миус, выполнив поставленную боевую задачу.
В марте 1943 года 3-й гвардейский кавалерийский корпус был выведен во фронтовой резерв. В этот период в структуре 5-й гвардейской кавалерийской дивизии произошли изменения: 20-й гвардейский кавалерийский полк был расформирован, а полковая батарея была передана в состав недавно образованного 178-го гвардейского артиллерийско-миномётного полка, которой возглавил гвардии майор И. В. Плаутин. В мае корпус был выведен в резерв Ставки Верховного Главнокомандующего и до осени в боях не участвовал. В это время член ВКП(б) с 1942 года М. Ф. Смыков был назначен парторгом батареи. В боях на Калининском фронте в ходе Смоленской операции Михаил Фадеевич «сумел мобилизовать личный состав на боевые подвиги», особенно при закреплении плацдарма на реке Ливне, где противник трижды крупными силами пехоты и танков переходил в контратаку. За период боевых действий на Смоленщине с 18 по 28 сентября его орудие уничтожило станковый пулемёт и до 20 солдат неприятеля. В декабре 1943 года-январе 1944 года гвардии старший сержант Смыков участвовал в боях на городокском и витебском направлениях, в ходе которых неоднократно демонстрировал личное мужество и отвагу. Но особенно отличился Михаил Фадеевич летом 1944 года во время освобождения Белорусской ССР.

### Орден Славы III степени
23 июня 1944 года войска 3-го Белорусского фронта, в состав которого на тот момент входил 3-й гвардейский кавалерийский корпус, перешли в наступление в рамках стратегического плана «Багратион». В период наступления своей дивизии с 23 июня по 23 июля командир 76-миллиметрового орудия гвардии старший сержант М. Ф. Смыков успешно решал возложенные на него задачи по огневой поддержке кавалерийских эскадронов во время окружения и разгрома крупной группировки противника в районе Смоляны—Обольцы, при форсировании Березины и Гайны. 3 июля части дивизии вышли на подступы к важному опорному пункту противника и транспортному узлу посёлку Красное Вилейской области. Противник встретил кавалеристов шквальным пулемётным огнём и яростными контратаками. Прокладывая путь эскадронам, гвардейский расчёт старшего сержанта Смыкова метким огнём уничтожил 3 станковых пулемёта и до взвода немецкой пехоты. Всего в боях за Красное 3 и 4 июля артиллеристы 178-го артиллерийско-миномётного полка отразили 4 контратаки неприятеля, сожгли 3 танка и 2 бронетранспортёра, ликвидировали 6 огневых точек и истребили до 250 солдат и офицеров вермахта.
От посёлка Красное 5 июля 5-я гвардейская кавалерийская дивизия продолжила наступление на город Лиду. 7 июля в бою за станцию Юратишки при отражении контратаки немецких танков и мотопехоты Смыков со своими бойцами, ведя огонь с открытой позиции, уничтожил вражеский танк и до взвода немецких солдат. В 6 часов вечера 8 июля вместе с 6-м и 32-м кавалерийскими полками артиллеристы гвардии подполковника И. В. Плаутина ворвались на восточную окраину Лиды. О боях за город сам Михаил Фадеевич после войны рассказывал:

Мне пришлось прикрывать пехоту, прямой наводкой уничтожать огневые точки противника непосредственно в самом городе, к полудню город был освобожден… Но вот немецкие тяжелые танки «Тигр» оседлали шоссейную дорогу и не давали ходу нашей кавалерии. Мне было приказано выдвинуть орудие на прямую наводку в засаду и уничтожить «тигры». Выбрал укромную огневую позицию, и с расстояния в 100 м расстрелял один «тигр», а второй ушёл.— Из воспоминаний полного кавалера ордена Славы М. Ф. Смыкова.
За образцовое выполнение боевых заданий командования и проявленные при этом доблесть и мужество приказом от 14 июля 1944 года гвардии старший сержант М. Ф. Смыков был награждён орденом Славы 3-й степени.
Освободив 9 июля Лиду и отразив две контратаки противника, кавалеристы гвардии генерал-майора Н. С. Чепуркина продолжили наступление в Западной Белоруссии. Гвардии старший сержант М. Ф. Смыков в составе своего подразделения форсировал Неман, сражался за плацдарм на его левом берегу, освобождал Гродно, принимал участие в боях за город Августов. В октябре 1944 года 3-й гвардейский кавалерийский корпус был передан в распоряжение 2-го Белорусского фронта, в составе которого начал подготовку к броску в Восточную Пруссию. М. Ф. Смыков вновь отличился во время Млавско-Эльбингской операции.

### Орден Славы II степени
14 января 1945 года войска 2-го Белорусского фронта перешли в наступление с плацдармов на реке Нарев и после трёхдневных ожесточённых боёв прорвали сильно укреплённую оборону противника. 17 января в прорыв был введён 3-й гвардейский кавалерийский корпус гвардии генерал-лейтенанта Н. С. Осликовского. 19 января батареи 178-го гвардейского артиллерийско-миномётного полка огнём своих орудий помогали кавалерийским частям в овладении приграничным городом Яново, а затем прикрыли переправу эскадронов через реку Ожиц, тем самым способствовав их вступлению на территорию Восточной Пруссии. 20 января гвардейский расчёт старшего сержанта М. Ф. Смыкова участвовал в штурме крупного транспортного узла посёлка Мушакен. Отсюда части 5-й гвардейской кавалерийской дивизии стремительно продвинулись в тыл алленштайнской группировки противника и 22 января вышли на ближние подступы к Алленштайну. От юго-западной окраины города кавалеристов отделяли всего несколько километров, но серьёзным препятствием на их пути мола стать река Алле. Перед кавалерийским эскадроном и приданной ему батарее 76-миллиметровых орудий 178-го гвардейского АМП командованием была поставлена задача захватить мост через Алле в районе населённого пункта Бертунг. Хотя кавалерийская атака стала полной неожиданностью для немцев, они оказали яростное сопротивление. Под интенсивным ружейно-пулемётным огнём гвардии старший сержант М. Ф. Смыков смело выдвинул своё орудие на открытую позицию и огнём прямой наводкой подавил две пулемётные точки противника, благодаря чему эскадрон без потерь занял мост, а затем при поддержке батареи захватили село Бертунг. В тот же день 5-я и 6-я гвардейские кавалерийские дивизии 3-го гвардейского кавалерийского корпуса во взаимодействии с частями 73-й стрелковой дивизии и 1814-го самоходного артиллерийского полка овладели городом Алленштайн.
Продолжая наступление в северо-восточном направлении, 25 января 178-й гвардейский артиллерийско-миномётный полк оказал содействие кавалерийским частям в овладении важным опорным пунктом немцев селом Ядден. В ходе боя артиллеристы, в том числе и гвардейский расчёт М. Ф. Смыкова, уничтожили 3 танка, 12 автомашин с пехотой и грузами и до 350 солдат и офицеров вермахта. В течение следующего дня дивизия гвардии генерал-майора Н. С. Чепуркина продвинулась ещё на несколько километров, выйдя на рубеж южнее населённого пункта Оттендоф, но дальнейшее наступление столкнулось с большими сложностями. Падение Алленштайна создало угрозу окружения крупной немецкой группировки, оборонявшейся в районе Мазурских озёр, и немецкое командование начало отвод своих войск из укреплённого района «Летцен». В связи с этим концентрация немецких войск в полосе наступления гвардейского корпуса Осликовского сильно возросла, а контратаки противника становились всё мощнее и интенсивнее. 27 января на участке 5-й гвардейской кавалерийской дивизии, где на огневой позиции располагалось орудие гвардии старшего сержанта Смыкова, неприятель бросил в бой два батальона пехоты при поддержке нескольких танков. В ходе ожесточённого сражения Михаил Фадеевич продемонстрировал мужество и «исключительное знание своего дела». Под ураганным огнём противника он метко расстреливал цепи контратакующего противника и «сумел справиться с задачей блестяще». Потеряв до 35 солдат убитыми, немцы вынуждены были откатиться на исходные позиции. Тем не менее, командование 2-го Белорусского фронта решило перебросить 3-й гвардейский кавалерийский корпус к границам Померании, где его можно было использовать с большей эффективностью. В течение 29-30 января 1945 года, отразив две контратаки немцев, при поддержке своей артиллерии части 5-й гвардейской кавалерийской дивизии штурмом взяли сильно укреплённый опорный пункт неприятеля Райхвальде. На следующий день в районе населённого пункта Гиллгенен немцы несколько раз переходили в контратаки. Выдвинув своё орудие на прямую наводку, Михаил Фадеевич в упор расстреливал вражескую пехоту и всякий раз вынуждал её ретироваться на исходную позицию. В этом бою он был ранен, но отказался от эвакуации и продолжал командовать расчётом до окончания боя. За отличие в боях приказом от 6 марта 1945 года он был награждён орденом Славы 2-й степени.

### Орден Славы I степени
Ранение оказалось нетяжёлым, и Михаил Фадеевич быстро вернулся в строй. Вновь отличиться ему удалось уже в самом конце войны во время Берлинской операции. 27 апреля 1945 года 5-я гвардейская кавалерийская дивизия переправилась через Одер и начала преследование противника, теснимого советскими войсками северо-восточнее Берлина. Во время наступательных действий батареи 178-й гвардейского артиллерийско-миномётного полка находились непосредственно в боевых порядках кавалерийских полков, огнём и колёсами обеспечивая их продвижение вперёд. Благодаря эффективной организации огня и хорошо налаженному взаимодействию подразделения дивизии успешно решали поставленные боевые задачи. В течение первых суток наступления они продвинулись на запад более чем на сто километров, разгромили арьергарды противника и перерезали железнодорожные и шоссейные дороги Гранзее—Нойштрелитц и Линдов—Райнсберг.
В результате стремительного рейда кавалерии была захвачена переправа через реку Рин, что нарушило планы немцев остановить советские войска на этом рубеже. Уже к 1 мая части дивизии сломили сопротивление врага. Расчёт гвардии старшего сержанта М. Ф. Смыкова, действовавший в боевых порядках 24-го гвардейского кавалерийского полка, оказал большую поддержку кавалерийским эскадронам при прорыве немецкой обороны западнее Браунзберга (Braunsberg). Вырвавшись на оперативный простор, части дивизии продолжили наступление общим направлением на Перлеберг. Но уже через 10 километров кавалерийский полк гвардии подполковника П. Ф. Ткаленко у населённого пункта Регелин (Rägelin) столкнулся с хорошо подготовленной обороной противника, прикрывавшей стратегически важное шоссе Берлин—Гамбург. Противник сосредоточил здесь до роты пехоты, 4 танка и 9 зенитных орудий. 4-й эскадрон, наступавший в авангарде полка, понёс значительные потери и вынужден был залечь на опушке леса восточнее Регелина. В сложившейся обстановке командир полка принял решение направить 2-й эскадрон в обход вражеских позиций. Для артиллерийской поддержки эскадрону было придано орудие гвардии старшего сержанта Смыкова. Выступив из Пфальцхайма (Pfalzheim), эскадрон через лес Дюнамюнде быстро достиг шоссе на участке Регелин—Россов в 5 километрах севернее Регелина. Однако и этот участок оказался хорошо защищённым. Два тяжёлых немецких танка постоянно курсировали по шоссе, ещё два стояли под прикрытием трёх зенитных орудий и бронетранспортёра с крупнокалиберным пулемётом. Чтобы сохранить жизни кавалеристов, коммунист Смыков смело выдвинул своё орудие на огневую позицию и открыл огонь по двигавшимся танкам. Артиллеристам удалось быстро поджечь одну машину. Немцы сразу открыли ответный огонь. Один из снарядов разорвался совсем рядом от пушки. Осколком Михаил Фадеевич был ранен в правую ногу, но времени не было даже на перевязку. Воспользовавшись тем, что артиллерийский огонь ненадолго прекратился, три немецких танка на предельной скорости устремились к позиции артиллеристов. Перетянув ногу жгутом, Смыков вернулся к орудию и точным выстрелом подбил головной танк, заставив остальные отойти. В ответ немцы выдвинули на линию огня бронетранспортёр, который шквальным огнём вынудил артиллеристов укрыться за бронещитом. Под прикрытием БТРа немецкие танки стали обходить позицию Смыкова слева. Быстро оценив ситуацию, Михаил Фадеевич оставшимся в стволе снарядом метко поразил бронетранспортёр, после чего развернул пушку в сторону танков и прямой наводкой разбил гусеницу ближайшей машины. Последний танк поспешно ретировался, и гвардейский расчёт Смыкова открыл губительный огонь по вражеской пехоте. В течение нескольких минут артиллеристы подбили две автомашины с военным имуществом и истребили до 30 солдат вермахта.
Героические действия гвардии старшего сержанта М. Ф. Смыкова и его бойцов решили исход боя за Регелин. Разбитые части немцев в панике отступали на запад. Преследуя их по пятам, к исходу 2 мая кавалеристы гвардии генерал-майора Чепуркина вошли город Перлеберг, где ими было захвачено в качестве трофеев 16 исправных самолётов, 8 железнодорожных эшелонов, 380 автомашин, много складов с военным имуществом и продовольствием, взято в плен до 3000 солдат и офицеров вермахта. На следующий день кавалеристы овладели городом Ленцен и вышли к Эльбе, где встретились с англо-американскими войсками. Всё это время Михаил Фадеевич, несмотря на ранение, оставался в строю и эвакуировался в госпиталь только после выполнения боевой задачи дивизии. 18 мая 1945 года за доблесть и мужество, проявленные в Берлинской операции, командир 178-го гвардейского артиллерийско-миномётного полка гвардии подполковник И. В. Плаутин представил артиллериста к ордену Славы I степени. Высокая награда была присвоена Михаилу Фадеевичу указом Президиума Верховного Совета СССР от 29 июня 1945 года, с чем его лично поздравил Маршал Советского Союза К. К. Рокоссовский.

### После войны
После лечения в госпитале гвардии старший сержант М. Ф. Смыков демобилизовался и вернулся на родину. Работал механизатором в колхозе «Заветы Ильича». Умер Михаил Фадеевич 20 декабря 1982 года. Похоронен на кладбище села Поливянка Песчанокопского района Ростовской области.

## Награды
- Орден Отечественной войны 2-й степени (04.02.1943)[6];
- орден Славы 1-й степени (29.06.1945)[18];
- орден Славы 2-й степени (06.03.1945)[5];
- орден Славы 3-й степени (14.07.1944)[4];
- медали, в том числе:

медаль «За боевые заслуги» (30.09.1943);
- медаль «За оборону Сталинграда» (1943)[4].

## Документы
- Общедоступный электронный банк документов «Подвиг Народа в Великой Отечественной войне 1941—1945 гг.» Дата обращения: 12 декабря 2014. Архивировано из оригинала 13 марта 2012 года.

Орден Отечественной войны 2-й степени.
Орден Славы 1-й степени.
Орден Славы 2-й степени.
Орден Славы 3-й степени.
Медаль «За боевые заслуги».